# イワタナオミ
イワタナオミ（いわた なおみ、本名：岩田 直己、1960年4月4日  - 、男性）は、日本のイラストレーター・絵本作家・キャラクターデザイナー・脚本家・アニメ監督・アニメーター。

## 来歴・人物
静岡県出身。多摩美術大学中退。1991年に絵本作品『B級天使 さよなら天国の巻』でデビュー。1998年には、株式会社ミルキーカートゥーンを設立し、『ペコラ』や『GREGORY HORROR SHOW』などの3DCGアニメーション作品を多数発表している。その個性的な作風は、国内外で高い評価を得ている。2015年、ポリゴン・ピクチュアズによりイワタナオミの公式サイトである「イワタナオミキャラクターズ」をオープンし、2019年にはイワタナオミによる個人ページ「naomiiwata.com」をオープンした。現在はポリゴン・ピクチュアズやファンワークスなどで活動中。

## 主な作品

### 『星くずぼうやのぼうけんりょこう』シリーズ
角川書店から発行。
- 星くずぼうやのぼうけんりょこう ピーナッツだいせんそう（1993年12月、ISBN 978-4048524643）
- 星くずぼうやのぼうけんりょこう トゥインクルと森のまおう（1994年8月、ISBN 978-4048525008）

### 『ペコラ』シリーズ
ポプラ社から発行。
- ペコラのあなあきブック (1) これ なあに？（1999年10月、ISBN 978-4591061947）
- ペコラのあなあきブック (2) なに たべる？（1999年10月、ISBN 978-4591061954）
- ペコラのあなあきブック (3) いくつかな？（1999年10月、ISBN 978-4591061961）
- ペコラのあなあきブック (4) おさんぽしよう（1999年10月、ISBN 978-4591061978）
- おでかけシールブック ペコラとあそぼう！（2000年9月、ISBN 978-4591065563）
- おでかけシールブック ココちゃんとおやつ（2000年9月、ISBN 978-4591065570）
- おでかけシールブック ヨークシャおばさんとおせんたく！（2001年3月、ISBN 978-4591067840）
- おでかけシールブック いたずらロボペコラ（2001年3月、ISBN 978-4591067857）
- ペコラのテレビえほん1 ペコラとロボペコラ（2001年6月、ISBN 978-4591068731）
- ペコラのテレビえほん2 ペコラのしょうぼうくんれん（2001年6月、ISBN 978-4591068748）
- ペコラのテレビえほん3 ペコラのしちょうせんきょ（2001年8月、ISBN 978-4591069158）
- ペコラのテレビえほん4 ペコラのキューブタウンききいっぱつ！（2001年8月、ISBN 978-4591069165）
- ペコラのテレビえほん5 ペコラとヨークシャおばさん（2001年10月、ISBN 978-4591069714）
- ペコラのテレビえほん6 ペコラとたつまき（2001年10月、ISBN 978-4591069721）
- ペコラのテレビえほん7 ペコラのパンやさん（2002年1月、ISBN 978-4591070772）
- ペコラのテレビえほん8 ペコラのテレビたいしょう（2002年2月、ISBN 978-4591070765）
- ペコラのアニメえほん1 ペコラのゆうびんやさん（2002年10月、ISBN 978-4591073476）
- ペコラのアニメえほん2 ペコラとうみのゴラゴラ（2002年10月、ISBN 978-4591073483）
- ペコラのアニメえほん3 にせものロボペコラ（2002年11月、ISBN 978-4591074008）
- ペコラのアニメえほん4 ペコラとうそつきレース（2002年11月、ISBN 978-4591074015）
- ペコラのアニメえほん5 パパゾーニだいさくせん（2002年12月、ISBN 978-4591074374）
- ペコラのアニメえほん6 それいけ！ペコレンジャー（2002年12月、ISBN 978-4591074381）
- ペコラのアニメえほん7 ペコラとゆきおとこ（2003年1月、ISBN 978-4591074824）
- ペコラのアニメえほん8 ペコラのぼうけんじま（2003年1月、ISBN 978-4591074831）
- ペコラのアニメえほん9 ペコラとかいじゅう（2003年2月、ISBN 978-4591076132）
- ペコラのアニメえほん10 ペコラとパグおうじ（2003年2月、ISBN 978-4591076149）
- ペコラのアニメえほん11 ペコラのおおそうじ（2003年3月、ISBN 978-4591076415）
- ペコラのアニメえほん12 ペコラにツノがはえた！？（2003年3月、ISBN 978-4591076422）

### 『グレゴリーホラーショー』シリーズ
- グレゴリーホラーショー（原作者のイワタナオミ自ら担当した3D・CG漫画。講談社「ヤングマガジンアッパーズ」にて2000年に連載されたが、未コミックス化）
- グレゴリーホラーショー ガイドブックアナザーサイド（2000年12月、ケイブンシャ、ISBN 978-4766936407）
- グレゴリーホラーショー キャラ・フリークス（2001年4月、世界文化社、ISBN 978-4418012053）

### その他の絵本作品
- B級天使 さよなら天国の巻（1991年1月、角川書店、共著/江間浩司、ISBN 978-4048522748）
- タウの冒険（2009年7月、講談社、作/土屋アンナ、ISBN 978-4062155977）

### キャラクターデザイン
- ムチッ子（1998年）
- ペコラ（1998年）
- グレゴリーホラーショー（1999年）
- のってけエクスプレッツ（2002年）
- ミッドナイトホラースクール（2003年）
- 下町エイリアン パピピピプピ（2005年）
- コロコロアニマル（2006年）
- ポッタ（2006年、カルビーが製造・販売しているスナック菓子であるJagabee（じゃがビー）のキャラクター。名前は2010年にJagabee（じゃがビー）の全国展開を記念でのキャンペーンで約3万通の応募の中から選ばれた）[3]
- 株式会社ZOO（2010年）
- クマイケル（2013年）
- おやつのもりのパンクー（2015年）
- グレゴリーホラーショー・ミステリーホリデー（2015年、グレゴリーホラーショーの子供向けリブート版）
- ロッキー×ホッパー（2015年、1995年にポリゴン・ピクチュアズが企画・制作したオリジナルキャラクターをイワタナオミによってリデザイン。また、リメイクとして『ロッキー×ホッパー・ドリームバンド』もデザイン）
- スペースバンドヘルパーズ（2015年）
- ベイビー・ザ・ヒーロー（2015年）
- ココリッチ（2015年）
- スイーツモンスター（2015年）
- ダッテ・ダルイモン（2015年）
- にじいろのロコ（2015年）
- クピット（2015年）
- ミュージックアクアリウム（2015年）
- ミューク（2015年）
- ナンバーズ アニマル（2019年）
- エンプティキャット（2019年）
- リトル ドラゴン（2019年）
- ファイヤー リングス（2019年）
- アンラッキー ジェレミー（2019年）
- キューブヒーロー（2019年）
- スペース モモタロウ（2019年）
- 怪盗ピンク（2019年）
- ラブパンダ（2019年）
- ビビッドパニック コンガラッチョ（2019年）
- キャット トラベラー（2019年）
- エイリアンボーン（2019年）
- マスクにゃん（2019年、テレビ朝日のYouTubeチャンネル「ANNnewsCH」のコーナー企画「MNNマスクにゃんニュース」のキャラクター）
- ローリングサウルス（2020年）

### テレビアニメ
- ヨシモトムチッ子物語（1998年 - 1999年、キャラクター原案）
- ペコラ（1998年（第1期）・2002年 - 2003年（第2期）、原作・総監修・製作総指揮・脚本）
- GREGORY HORROR SHOW（1999年 - 2001年（全4作）、原作・企画・脚本）
- ミッドナイトホラースクール（2003年  - 2004年、原作・総監督）
- のってけエクスプレッツ（2004年、原作・総監督・企画・脚本）
- コロコロアニマル（2007年、原作・監督）
- ネットゴーストPIPOPA（2008年 - 2009年、原案・キャラクター原案）
- 株式会社ZOO（2010年、原作・監督・脚本）
- コロコロアニマル2（2014年、原作・監督）
- ピングー in ザ・シティ（2017年 - 2019年（全2期）、監督・脚本）
- コロコロアニマルABC@きんてれ（2019年 - 2020年、原作・監督）
- おばけずかん（2020年 - 2021年、監督・キャラクターデザイン）
- コロコロアニマルおとぎばなし（2021年、原作・監督・キャラクターデザイン・脚本・絵コンテ）
- KICK&SLIDE（2021年、キャラクターデザイン）
- おばけずかん！（2022年 - 2023年、監督・キャラクターデザイン）

### 映画
- ブルー・パシフィック・ストーリーズ『フィッシュ・ボーン』（2009年、脚本）
- 映画ざんねんないきもの事典『オーストラリア編「リロイのホームツリー」』（2022年、監督）
- 映画 すみっコぐらし 空の王国とふたりのコ（2025年、監督）

### Webアニメ
- 下町エイリアン パピピピプピ（2005年 - 2006年、原作・監督・脚本）
- 名探偵ピカチュウ 〜華麗なるモーニングルーティン〜（2023年、Supervising Director）

### ゲーム
- ペコラのだいぼうけん まぼろしのアイスクリームをさがせ！（1998年、原作・キャラクターデザイン）
- ヨシモトムチッ子大決戦 ～南の島のゴロンゴ島～（1999年、キャラクターデザイン）
- グレゴリーホラーショー ソウルコレクター（2003年、原作・キャラクターデザイン）
- グレゴリーホラーショー（2004年、原作・キャラクターデザイン）
- グレゴリーバキューン（2004年、原作・キャラクターデザイン）
- ミッドナイトホラースクール（2005年、原作・キャラクターデザイン）
- ネットゴーストPIPOPA ピポパ×DS@ダイボウケン!!!（2009年、原案・キャラクター原案）
- グレゴリーホラーショー ロストクオリア（2018年、原作・キャラクターデザイン）
- グレゴリーホラーショー ソウルオブローゼス（2024年、原作・企画・キャラクターデザイン）

### 楽曲提供
- 嘉陽愛子、川上とも子
  - 「ABCの子供達」（作詞のみ）
- 豊後敦子、COOM
  - 「パスワード@PIPOPA」（作詞のみ）

## 受賞・受章
アヌシー国際アニメーション映画祭 TVフィルム部門
- （2001年） - TVシリーズ特別優秀賞受賞『ペコラ』
- （2003年） - ノミネート『のってけエクスプレッツ』
- （2004年） - ノミネート『ミッドナイトホラースクール』

衛星放送協会オリジナル番組アワード アニメ部門
- 第10回（2020年） - 最優秀賞『コロコロアニマルABC@きんてれ』